# زیارتگاه پیر ترک
زیارتگاه پیر ترک مربوط به اوایل دوره قاجار است و در یزد، کوچه اصلی اهرستان، بعد از حسینیه اهرستان، کوچه حمام، پلاک ۵ واقع شده و این اثر در تاریخ ۱۸ شهریور ۱۳۸۷ با شمارهٔ ثبت ۲۳۱۵۴ به‌عنوان یکی از آثار ملی ایران به ثبت رسیده است.